# 何逸龍
何逸龍（2000年9月17日—）為台灣棒球選手，目前效力於中華職棒樂天桃猿，守備位置為投手。於2020年季中選秀中被樂天桃猿以第七輪第三十七順位選進。

## 經歷
- 桃園市石門國小少棒隊
- 桃園市立新明國民中學青少棒隊
- 桃園市立平鎮高級中等學校青棒隊
- 台北市臺北市立大學棒球隊
- 中華職棒樂天桃猿（2020年9月4日－2022年12月9日）

## 職棒生涯成績
| 年度 | 球隊     | 出賽 | 先發 | 勝投 | 敗投 | 中繼 | 救援 | 完投 | 完封 | 四死 | 三振 | 責失 | 投球局數 | 自責分率 | 被上壘率 |
| ---- | -------- | ---- | ---- | ---- | ---- | ---- | ---- | ---- | ---- | ---- | ---- | ---- | -------- | -------- | -------- |
| 2021 | 樂天桃猿 | －   | －   | －   | －   | －   | －   | －   | －   | －   | －   | －   | －       | －       | －       |
| 合計 | 1年      | －   | －   | －   | －   | －   | －   | －   | －   | －   | －   | －   | －       | －       | －       |

## 外部連結
- 何逸龍在台灣棒球維基館上的頁面（繁體中文）